# Plac gen. Jarosława Dąbrowskiego w Płocku
Plac gen. Jarosława Dąbrowskiego – plac na Starym Mieście w Płocku. Położony jest pomiędzy skrzyżowaniem ulic Misjonarskiej i Kościuszki oraz Gradowskiego i Warszawskiej. 

## Układ
Plac jest właściwie dwiema równoległymi ulicami oddalonymi od siebie o 10 metrów. Pierwotnie południowa nitka wraz z pasem zieleni była placem Dąbrowskiego, natomiast północna przedłużeniem ul. Warszawskiej do skrzyżowania z ul. Misjonarską.

## Ważne obiekty
- szpital miejski im. Świętej Trójcy
- oddział Urzędu Miasta Płocka
- Państwowa Wyższa Szkoła Zawodowa w Płocku
- zabytkowa wieża ciśnień mieszcząca się na pasie zieleni między jezdniami